# Mikołaj Szysz
Mikołaj Szysz (ur. 1893 w Lisiatyczach , zm. 13 czerwca 1915 pod Rokitną) – ułan Legionów Polskich, kawaler Orderu Virtuti Militari.

## Życiorys
Mikołaj Szysz był synem Marii, praktykantem cukiernika . W 1914 roku zgłosił się ochotniczo do II Brygady Legionów Polskich. Brał udział w walkach w Karpatach. Służył najpierw w piechocie, a następnie w 2 szwadronie ułanów. Poległ 13 czerwca 1915 roku w czasie szarży pod Rokitną.
15 czerwca 1915 roku wraz z pozostałymi 14 poległymi bezpośrednio w czasie ataku żołnierzami 2 szwadronu został uroczyście pochowany na cmentarzu w Rarańczy. 
17 maja 1922 roku Naczelnik Państwa i Naczelny Wódz nadał mu pośmiertnie Krzyż Srebrny Orderu Wojskowego Virtuti Militari (krzyż numer 6012).
13 lutego 1923 roku jego zwłoki zostały ekshumowane i złożone w kościele garnizonowym w Czerniowcach, a następnie przewiezione koleją do Krakowa i złożone w kaplicy 5 Szpitala Okręgowego przy ulicy Długiej. Ceremonia pogrzebowa rozpoczęła się o godz. 12.00 w niedzielę 25 lutego. Trumny, ułana Szysza i jego 14. towarzyszy, zostały przewiezione na lawetach na Rynek Główny. Tam biskup Adam Stefan Sapieha pokropił trumny, a marszałek Józef Piłsudski złożył na nich krzyże Virtuti Militari. Następnie kondukt podążył na cmentarz Rakowicki, gdzie trumny zostały złożone do grobów. Ceremonię zakończyła defilada oddziałów wojska, uczestniczących w pogrzebie, prowadzona przez generała broni Stanisława Szeptyckiego. W ceremonii pogrzebowej nie wziął udziału żaden z członków najbliższej rodziny Mikołaja Szysza   .
6 czerwca 1931 roku został pośmiertnie odznaczony Krzyżem Niepodległości „za pracę w dziele odzyskania niepodległości”.